# Catocala juncturella
Catocala juncturella är en fjärilsart som beskrevs av Embrik Strand 1914. Catocala juncturella ingår i släktet Catocala och familjen nattflyn. Inga underarter finns listade i Catalogue of Life.